# 刘炽晶
刘炽晶（1899年12月—1996年8月12日），河北滦县人，中华人民共和国政治人物、工程师。

## 生平
在天津南开中学读书。1925年，毕业于南开大学商学院。1926年在清华大学任教，1929年获美国宾夕法尼亚大学经济学硕士学位，后在哥伦比亚大学学习铁道运输攻读博士学位。1931年，回国后曾任中华民国交通部专员等职。1941年，后历任交通大学贵州分校教授，1946年，受学校委派，负责接管北平府右街学校原址的校产，并筹备复校工作。当时原校址被国民党空军占用，他亲自面见北平行辕主任李宗仁，完成接管任务。
1949年9月，任国立北平铁道管理学院院务维持委员会主任委员。1950年，任中国交通大学北京铁道学院院长（现北京交通大学），在任期间组建师资队伍、健全教学组织，增设科系等工作。1956年，定为高等教育二级教授。1955至1959年，曾任北京市政协委员。1957年，因卷入反右斗争。文化大革命期间被迫害，致双腿瘫痪。1996年8月12日，因病去世。